# Mixed Hockey Club Daring Veendam
Mixed Hockey Club Daring Veendam is een hockeyclub uit Veendam.

## Geschiedenis
Daring werd op 15 september 1925 opgericht door jurist mr. E.J. Bulder als Hockeyvereniging Veendam. Tot 1937 werd er nog lokaal op vrij laag niveau gehockeyd tot in dat jaar de club aspirant-lid werd van de hockeybond. Eind jaren 30' werd er middels een ludieke actie een nieuwe naam voor de club bedacht. Ter inspiratie op het Engelse Dare (Durven) werd de naam Daring bedacht en verwerkt in de nieuwe naam Mixed Hockey Club Daring.
In 1988 werd op Sportpark De Langeleegte (tevens stadion BV Veendam gevestigd) het eerste kunstgrasveld aangelegd en het afgelopen decennium werd er een semi-waterveld gerealiseerd.
De mannen (Heren 1) bereikten voor het eerst in de historie de Overgangsklasse na het kampioenschap in de Eerste klasse in 2000. De laatste plaats in de Overgangsklasse B in 2002 betekende echter degradatie voor de heren.
Met ingang van het seizoen 2016-2017 heeft Daring weer een volledig Heren 1 en Dames 1 hockey elftal
Met ingang van het seizoen 2017-2018 heeft Daring het semi-waterveld ingeruild voor een hypermodern waterveld.